# Wikipédia en maori
Wikipédia en maori (en maori de Nouvelle-Zélande : Wikipedia Māori) est l'édition de Wikipédia en maori de Nouvelle-Zélande. L'édition est lancée en novembre 2003 et dans les faits en février 2004. Son code est : mi.
Au 20 mars 2025, l'édition en maori de Nouvelle-Zélande contient 7 969 articles et compte 20 724 contributeurs, dont 23 contributeurs actifs et 2 administrateurs.
Les autres Wikipédia en langue polynésienne sont la Wikipédia en hawaïen qui compte 2 870 articles, la Wikipédia en tongien qui en compte 2 021, la Wikipédia en fidjien qui en compte 1 519, la Wikipédia en tahitien qui en compte 1 221 et la Wikipédia en samoan qui en compte 1 171.

## Présentation

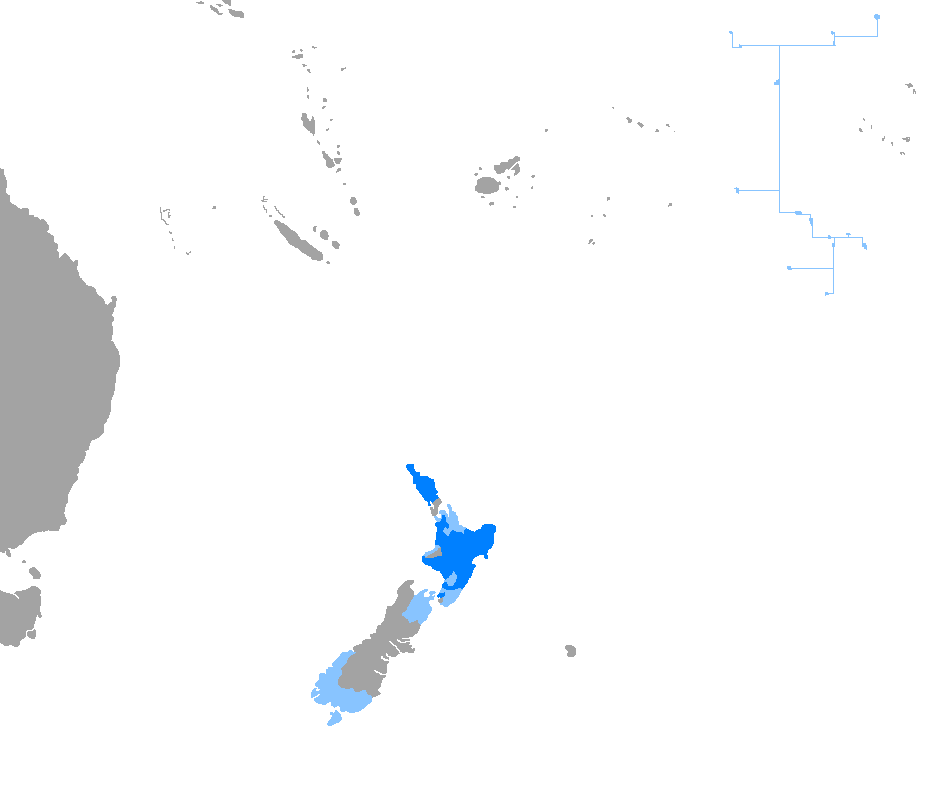
Aire de diffusion du maori de Nouvelle-Zélande.
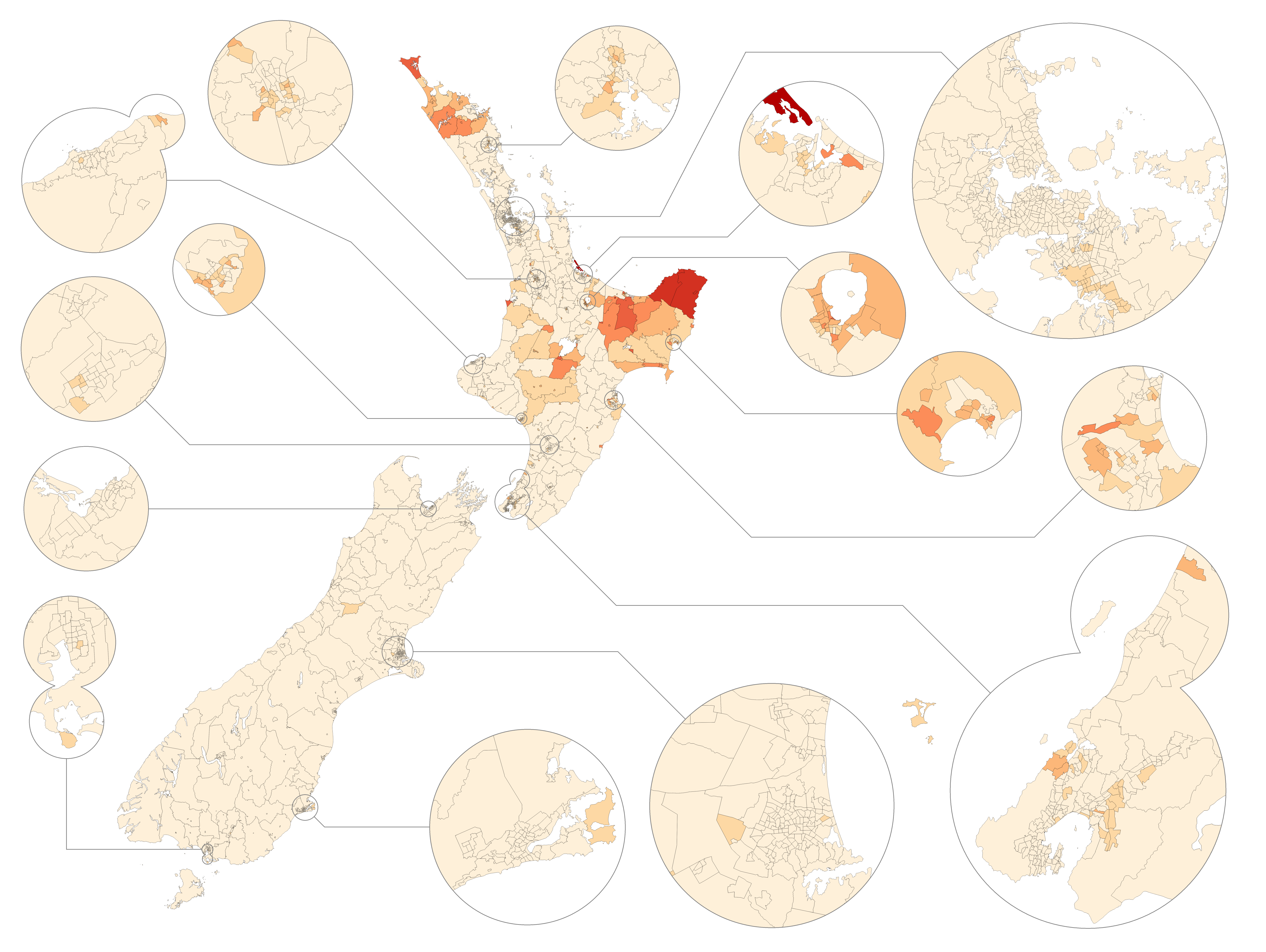
Aire de diffusion précise.

## Statistiques
- Le 30 mars 2012, l'édition en maori de Nouvelle-Zélande compte 7 017 articles .
- Le 14 octobre 2022, elle contient 7 612 articles et compte 16 908 contributeurs, dont 27 contributeurs actifs et 2 administrateurs.
- Le 4 septembre 2024, elle contient 7 937 articles et compte 19 834 contributeurs, dont 26 contributeurs actifs et 2 administrateurs.